# إذاعة قفصة
إذاعة قفصة إذاعة جهوية تونسية تقع استوديوهاتها بمدينة قفصة انطلق بثها يوم 7 نوفمبر 1991 وهي تغطي منطقة الجنوب الغربي التونسي.
تبث برامجها بالعربية لمدّة 18 ساعة يوميا على موجات الأف أم.

## مقالات ذات صلة
- قائمة إذاعات الراديو التونسية

### وصلات خارجية
- مناطق إرسال الإذاعات التونسية